# 陳善 (乾隆進士)
陳善（?—?），字以昆。福建福清人，清朝政治人物，同進士出身。

## 生平
乾隆七年（1742年）壬戌科進士，三甲第八十六名。曾在福建邵武任職多年，並於1750年授予邵武學正。